# Reason (玉置成实单曲)
《Reason》是玉置成實的第6张单曲。2004年11月10日由Sony Music Records发售。

## 概要
封面曲《Reason》是电视动画《機動戰士GUNDAM SEED DESTINY》的片尾曲。这是玉置成實第三次与《GUNDAM SEED》系列合作。
初次发售的CD中装有作为特典的阿斯兰·萨拉人物卡。
首次登上Oricon公信榜即取得第二名。这是玉置成實在该榜单上取得的最高排名，也是她所有单曲中最高的。
这是玉置继首支单曲「Believe」以来热度第二高的歌曲。

## 收錄曲
1. Reason
作詞：shungo.　作曲：y@suo ohtani　編曲：ats-
TBS・MBS系动画《機動戰士GUNDAM SEED DESTINY》第1期片尾主题曲[2]
2. Promised Land
作詞：Saeko Nishio　作曲・編曲：Yuta Nakano
2007年に開催されたベストコンサート「My Graduation」で歌ってほしい曲第1位となった。
3. Truth
作詞：mavie　作曲・編曲：Miki Watanabe
4. Reason(instrumental)

## 收录专辑
- 《Make Progress》（#1、#3）
  - #1は、リミックスされたバージョンも收錄。
- 《Graduation 〜Singles〜》（#1）
- 《TAMAKI NAMI REPRODUCT BEST》（#1）
  - 《Make Progress》に收錄されたリミックスバージョン。
- 《機動戰士GUNDAM SEED DESTINY COMPLETE BEST》（#1）